# オマル・アル＝ガームディー
オマル・アル＝ガームディー（Omar Abdullah Al-Ghamdi、1979年4月11日 - ）は、サウジアラビアの元サッカー選手。元サウジアラビア代表。ポジションはミッドフィールダー。

## 経歴
2000年5月に親善試合でサウジアラビア代表デビュー。10月のAFCアジアカップ2000にも出場、準優勝した。出場機会は無かったが2002 FIFAワールドカップのメンバーにも選ばれた。2度目のメンバー入りとなった2006 FIFAワールドカップではグループステージ2試合に出場したが、1勝もできずに敗退した。AFCアジアカップ2007にも出場、準優勝した。2008年までに78試合に出場した。

## 代表歴

### 出場大会
- サウジアラビア代表
  - 2002 FIFAワールドカップ
  - 2006 FIFAワールドカップ

### 試合数
- 国際Aマッチ 78試合 0得点（2000年-2008年）[1]

| サウジアラビア代表 | 国際Aマッチ | 国際Aマッチ |
| 年                 | 出場        | 得点        |
| ------------------ | ----------- | ----------- |
| 2000               | 12          | 0           |
| 2001               | 16          | 0           |
| 2002               | 11          | 0           |
| 2003               | 6           | 0           |
| 2004               | 2           | 0           |
| 2005               | 0           | 0           |
| 2006               | 12          | 0           |
| 2007               | 12          | 0           |
| 2008               | 7           | 0           |
| 通算               | 78          | 0           |